# Emmy von Dincklage

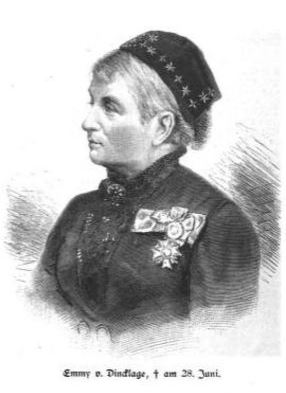
Emmy von Dincklage

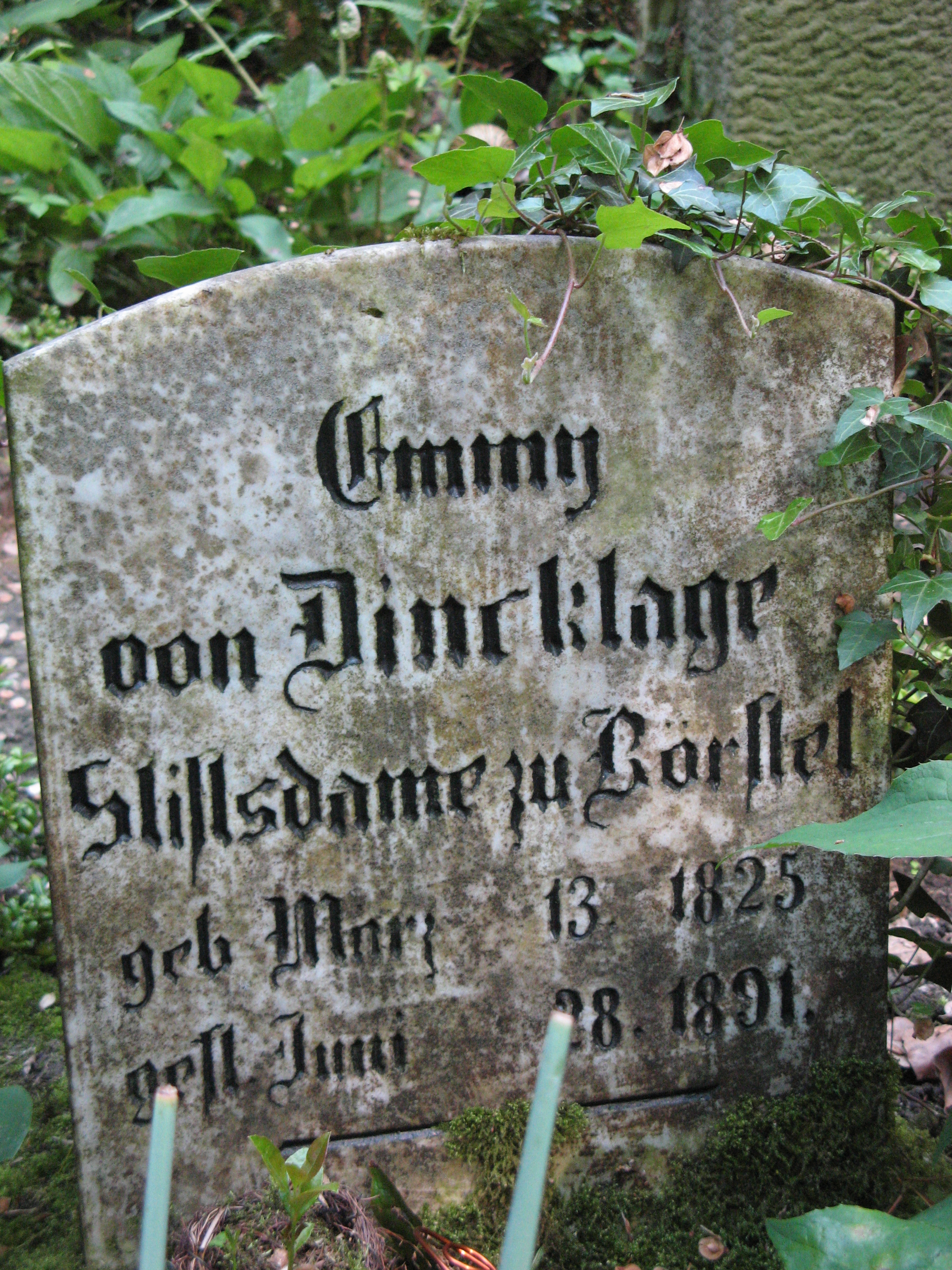
Grabstein auf Gut Campe

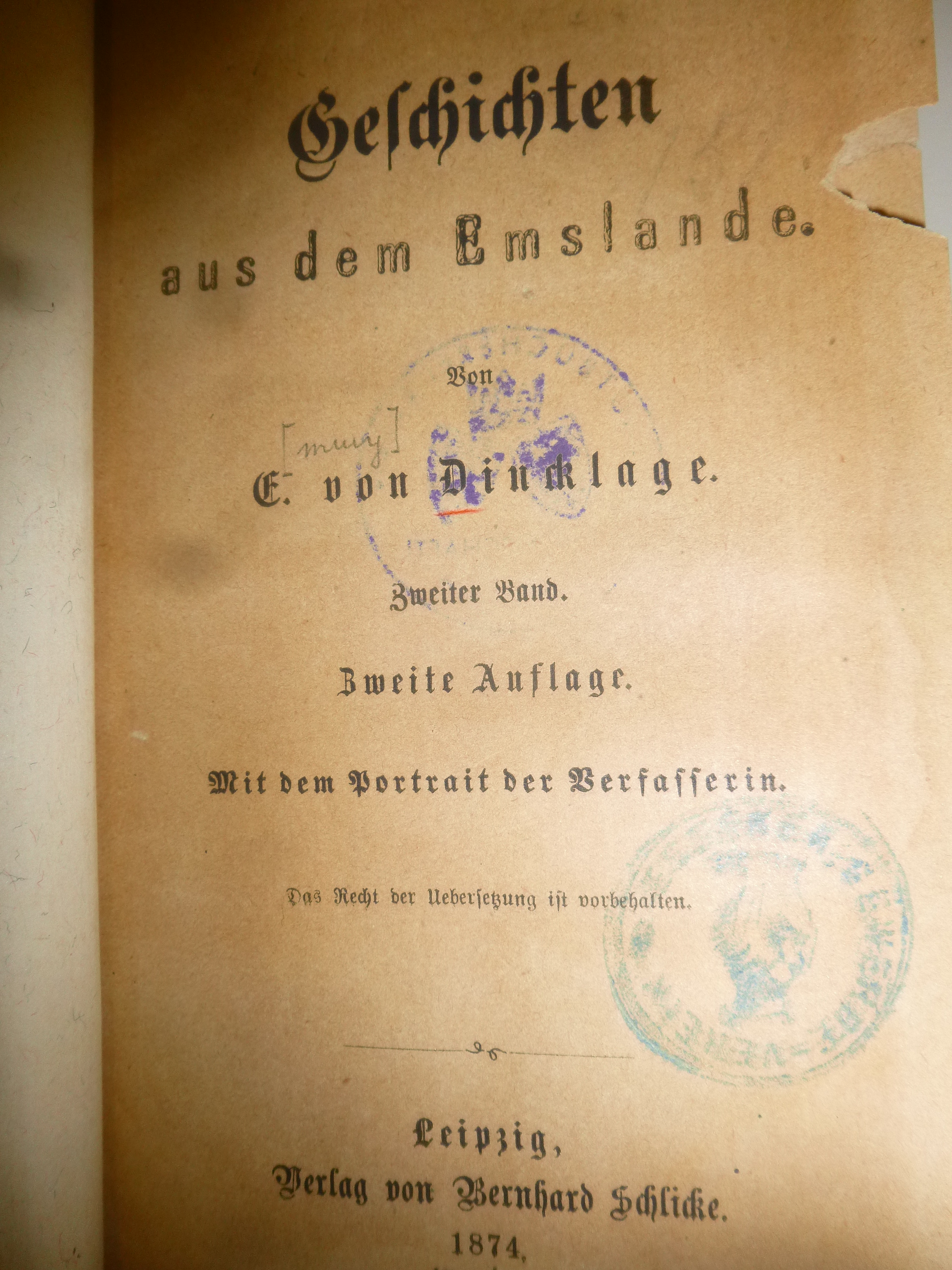
Geschichten aus dem Emslande (1872)

Amalie Ehrengarte Sophie Wilhelmine (Emmy) von Dincklage-Campe (* 13. März 1825 auf Gut Campe, Gemeinde Kluse (Emsland); † 28. Juni 1891 in Berlin), evangelisch-lutherisch, war eine deutsche Romanschriftstellerin.
Von Jugend auf zu poetischen Versuchen geneigt, fand sie doch erst 1857 den Mut, öffentlich hervorzutreten, und zwar mit der Novelle Das alte Liebespaar, die im Cotta’schen Morgenblatt erschien. Obgleich sie viele Jahre auf Reisen zubrachte, sieben Winter in Italien verlebte, in Ungarn, Dalmatien, Holland, Frankreich länger verweilte, 1880–81 auch Nordamerika bereiste, überall mit scharfem Auge beobachtend, knüpft ihre Poesie doch immer am liebsten an Land und Leute ihrer engeren Heimat an, sodass sie die Dichterin des Emslandes geworden ist. Ab 1866 war sie Konventsmitglied des freiweltlichen Damenstifts Börstel im Osnabrücker Land. Beerdigt ist sie auf dem kleinen Familienfriedhof von Gut Campe.
Auch zwei ihrer Geschwister waren schriftstellerisch tätig: Ihre Schwester Clara von Dincklage-Campe (1829–1919 in Dresden) war zu ihrer Zeit eine beliebte Autorin historischer Jugendbücher, die vorwiegend zur Zeit des Barock und Rokoko spielten, ihr Bruder Friedrich von Dincklage-Campe (1839–1918) schrieb Romane.
Sie war befreundet mit der Schriftstellerin Anna Schimpff-Jahn, mit der sie auch nach Dalmatien reiste.

## Werke

### Romane und Novellen
- Das alte Liebespaar, Stuttgart 1856.
- Der lederne Bräutigam, Stuttgart 1857.
- Des Herrn Onkels Pflegekind, Stuttgart 1858.
- Friesische Köpfe, Stuttgart 1860.
- Der Heideschäfer. Zwei Novellen (= Reclams Universal-Bibliothek Bd. 5617), Leipzig o. J.
- Hochgeboren. Roman, Leipzig 1869.
- Tolle Geschichten. Norddeutscher Roman. 2 Bde., Leipzig 1870.
- Neue Novellen. 2 Bde., Leipzig 1870.
- Sara. Roman. 2 Bde., Leipzig 1871.
- Durch die Zeitung. Roman. 2 Bde. Leipzig 1871.
- Gesammelte Erzählungen (Geschichten aus dem Emslande). 2 Bde., Leipzig 1872–1873 (2. Auflage Paderborn 1907, 3. Ausgabe Leer 1976).
- Kinder des Südens. Novellen. 2 Bde., Stuttgart 1873.
- Die fünfte Frau. Roman, 2 Bde., Stuttgart 1873.
- Heimatgeschichten, Paderborn 1873.
- Emsland-Bilder. Erzählungen aus dem Emslande, Stuttgart 1874 (2. Auflage Herzberg 1881).
- Geschichtenbuch für die Jugend. Wahre Erzählungen. Hrsg. von E. und C. von Dincklage, Stuttgart 1875 (2. Auflage Stuttgart 1882).
- Nordlandgeschichten, Jena 1875 (2. Auflage Jena 1883).
- Der Erbonkel. Erzählung (= Reiselectüre Bd. 45), Stuttgart 1876.
- Die Schule des Herzens. Roman. 2 Bde., Jena 1876 (2. Auflage Jena 1879, 3. Auflage 1883).
- Im Sirocco. Neue Novellen, Breslau 1877.
- Erich Lennep – Der Lootsenkommandeur. Zwei Erzählungen von A. Wilbrandt und E. von Dincklage, Reutlingen 1878.
- Aus den Überlieferungen des Damenstiftes zu Börstel, in: Nordwest Nr. 50 vom 15. Dezember 1878, S. 418–420.
- Gelöster Bann. Novelle (Bibliothek der Unterhaltung und des Wissens), Stuttgart 1881.
- Wir. Emsland-Geschichten, Leipzig 1882 (2. Auflage Leipzig 1888).
- Aus zwei Weltteilen. Novellen, Lingen 1882.
- Die Amsivarier. Heimath-Geschichten, Leipzig 1883.
- Fürstliches Blut. Novelle (= Bachem’s Novellen-Sammlung Bd. 5), Köln 1883.
- Die echten Abbergs. Novelle (= Bachem’s Novellen-Sammlung Bd. 15), Köln 1884.
- Das Prozessionskreuz, in: Deutsche Frauenblätter Nr. 11–13/1884.
- Lieb’ und Länder. Nationale Erzählungen, Düsseldorf 1885.
- Das Comtessel. Novelle (= Bachem’s Novellen-Sammlung Bd. 22), Köln 1886.
- Die Seelen der Hallas. Roman (= Bachem’s Roman-Sammlung Bd. 7), Köln 1886.
- Il Globbo und sein Liebesleid und -Glück (= Ecksteins Reise-Lectüre Bd. 99), Leipzig o. J.
- Blutjung und andere Erzählungen (= Ecksteins Reise-Bibliothek Nr. 180), Berlin 1887 (2. Auflage Berlin 1899).
- Haide-Imme. Erzählung (= Ecksteins Miniaturbibliothek Bd. 40), Leipzig 1889.
- Kurze Erzählungen, Leipzig 1889 (2. Auflage Leipzig 1890).
- Jung Alarichs Braut. Roman (= Ecksteins Reisebibliothek Nr. 78), Berlin 1890.
- Gedichte. Hrsg. von Clara von Dincklage, Paderborn 1893.
- Die Dorfnihilisten nebst sieben anderen Novellen. Hrsg. von Clara von Dincklage, Köln 1893.
- Flachland. Novellen. Hrsg. von Clara von Dincklage, Paderborn 1894.
- Der Kiveling, in: Niedersachsen. 2. Jg. Nr. 4 vom 15. November 1896, S. 58–59.
- Letzte Novellen. Hrsg. von Clara von Dincklage, Dresden und Berlin 1899.
- Im Tramontan. Roman. Hrsg. von Friedrich von Dincklage (= Kürschners Bücherschatz Nr. 423), Berlin/Eisenach/Leipzig 1904.
- Im goldenen Ginster, in: Niedersachsen. 13. Jg. Nr. 17 vom 1. Juni 1908, Bremen 1908, S. 308.
- Eine Sage von der Gründung Papenburgs, in: Niedersachsen. Emsland-Nummer. 13. Jg. Nr. 21 vom 1. August 1908., Bremen 1908, S. 373.
- Ein stiller Freitag, in: Niedersachsen. 15. Jg. Nr. 14 vom 15. April 1909, Bremen 1909, S. 282.
- Christblumen, in: Niedersachsen. 15. Jg. Nr. 6 vom 15. Dezember 1909, Bremen 1909, S. 100–102.
- Der ledernde Bräutigam und Wenn’t Glücke kummt (= Unsere Erzähler. Buch 25), Münster (1910).
- Am Dollart. Friesische Köpfe. Mit Einleitung hrsg. von Hermann Schönhoff (= Universal-Bibliothek Bd. 5201), Leipzig (1910).
- Der Striethast. In: Deutscher Novellenschatz. Hrsg. von Paul Heyse und Hermann Kurz. Bd. 16. 2. Aufl. Berlin, [1910], S. [180]–219. In: Weitin, Thomas (Hrsg.): Volldigitalisiertes Korpus. Der Deutsche Novellenschatz. Darmstadt/Konstanz, 2016. (Digitalisat und Volltext im Deutschen Textarchiv)

### Reisebriefe
- Erster Reisebrief, in: Lingen’sches Wochenblatt Nr. 79 vom 3. Oktober 1880 (Beilage).
- Zweiter Reisebrief, in: Lingen’sches Wochenblatt Nr. 85 vom 24. Oktober 1880.
- Ausflug nach Pleasant Hill und Lookont Mauntain. Ein Nachmittag bei den Shakern. Nachdruck aus dem Cincinnati Volksblatt, in: Lingen’sches Wochenblatt Nr. 88 vom 3. November 1880.
- Ausflug nach Pleasant Hill und Lookont Mauntain. Ein Nachmittag bei den Shakern. Nachdruck aus dem Cincinnati Volksblatt (Schluss), in: Lingen’sches Wochenblatt Nr. 89 vom 7. November 1880 (Beilage).
- Vierter Reisebrief, in: Lingen’sches Wochenblatt Nr. 103 vom 24. Dezember 1880.
- Fünfter Reisebrief, in: Lingen’sches Wochenblatt Nr. 4 vom 16. Januar 1881.
- Sechster Reisebrief, in: Lingen’sches Wochenblatt Nr. 12 vom 9. Februar 1881.
- Achter Reisebrief, in: Lingen’sches Wochenblatt Nr. 27 vom 27. März 1881.
- Neunter Reisebrief, in: Lingen’sches Wochenblatt Nr. 31 vom 10. April 1881.
- Zehnter Reisebrief, in: Lingen’sches Wochenblatt Nr. 36 vom 27. April 1881.
- Elfter Reisebrief, in: Lingen’sches Wochenblatt Nr. 40 vom 11. Mai 1881.
- Zwölfter Reisebrief, in: Lingen’sches Wochenblatt Nr. 44 vom 25. Mai 1881.
- Wiener Reisebrief, in: Lingen’sches Wochenblatt Nr. 83 vom 9. Oktober 1881.

### Gedichte
Gedichte, Schöningh. Paderborn 1893